# TD Garden
O TD Garden, às vezes chamado de The Garden, é uma arena multiúso em Boston, Massachusetts. A arena recebeu o nome de seu patrocinador, o TD Bank, uma subsidiária do Toronto-Dominion Bank do Canadá. Foi inaugurado em 1995 como um substituto para o Boston Garden e também foi chamada de FleetCenter e TD Banknorth Garden. A arena está localizada diretamente acima da Estação Norte da MBTA. É a maior arena de esportes e entretenimento da Nova Inglaterra, já que cerca de 3,5 milhões de pessoas a visitam a cada ano.
O TD Garden é o estádio do Boston Bruins da National Hockey League e do Boston Celtics da National Basketball Association. É propriedade do conglomerado de serviços de alimentação e hospitalidade Delaware North, cujo CEO, Jeremy Jacobs, também é dono dos Bruins. É o local do torneio anual de hóquei universitário Beanpot e hospeda o campeonato anual de Hockey East. A arena também sediou muitos eventos esportivos nacionais importantes, incluindo os primeiros e segundos rounds regionais do Torneio da NCAA de 1999 e 2003, o Sweet Sixteen de 2009, 2012 e 2018, o Frozen Four de 1998, o Frozen Four de 2004, o Campeonato de Patinação Artística dos Estados Unidos de 2014, Final Four Feminina de 2006 e Frozen Four de 2015. Além disso, sediou as finais do NA LCS Summer Split de 2017. O TD Garden também sediará o Laver Cup de 2021, um torneio internacional de tênis masculino.

## História

### Planejamento
Já no final dos anos 1970, o Boston Bruins estavam procurando uma nova arena. O Boston Garden estava se aproximando dos 50 anos na época. A família Jacobs, que comprou os Bruins em 1975, pretendia construir uma arena para 17.000 lugares no subúrbio de Boston depois que as negociações com a cidade de Boston fracassaram. A equipe quase se mudou para Salem, New Hampshire, próximo ao local onde hoje fica o The Mall at Rockingham Park. Isso não deu certo e os Bruins continuaram a jogar no Boston Garden. Os Celtics, também em busca de uma nova arena, considerou mudar para Revere.
Em 1985, o proprietário do Boston Garden, Delaware North, recebeu os direitos de construção de uma nova arena pela Boston Redevelopment Authority e pelo prefeito Raymond Flynn. No entanto, as más condições econômicas atrasaram o projeto.
Em 8 de maio de 1992, Delaware North anunciou que havia garantido financiamento para uma nova arena de US $ 120 milhões em empréstimos divididos igualmente entre o Bank of Boston, o Fleet Bank de Massachusetts e a Shawmut National Corporation. Em dezembro daquele ano, um projeto de lei que aprovava a construção da nova arena foi reprovado no Senado de Massachusetts pelo presidente do Senado, Bill Bulger. Os líderes legislativos e a Delaware North tentaram chegar a um acordo sobre os planos para a nova arena, mas em fevereiro de 1993, o proprietário dos Bruins, Jeremy Jacobs, anunciou que estava desistindo do projeto como resultado da exigência da legislatura de que sua empresa pagasse $ 3,5 milhões em "vínculo pagamentos". O governador de Massachusetts, Bill Weld, deu forte apoio ao "Capítulo 15" da legislação que incluía uma "Seção 7" que exigia explicitamente que a Delaware North "administrasse, produzisse, promovesse e patrocinasse não menos do que três eventos de caridade por ano no New Boston Garden e pagar a receita de tais eventos à Comissão do Distrito Metropolitano (MDC), hoje conhecida como Departamento de Conservação e Recreação do estado". Duas semanas depois, após uma nova série de negociações, os dois lados finalmente chegaram a um acordo e, em 26 de fevereiro, o legislativo aprovou um projeto de lei que permitia a construção de uma nova arena esportiva.

### Construção
A construção começou em 29 de abril de 1993. Embora a nova arena fosse planejada para estar situada um pouco ao norte das instalações antigas, havia apenas 23 cm de espaço entre os dois edifícios quando a construção foi concluída. O local para a nova arena ocupou 3,2 acres (13.000 m²) e eventualmente custou $ 160 milhões. A construção foi concluída em 27 meses, incluindo sete semanas de atraso causado por fortes nevascas.

### Abertura
Na noite de 29 de setembro de 1995, um evento de despedida foi realizado no antigo Boston Garden, apresentado pela personalidade do noticiário da WBZ-TV, Liz Walker, e pelo âncora do noticiário nacional da CBS, Dan Rather. Os participantes incluíram lendas dos Bruins, como Bobby Orr e Phil Esposito, bem como grandes nomes doS Celtics, Larry Bird e Red Auerbach. A cerimônia foi concluída com o lançamento de milhares de balões nas vigas ao som do Boston Pops. O Boston Globe afirmou que "toda a Nova Inglaterra perdeu um amigo".
Na noite seguinte, as cerimônias de abertura foram realizadas no FleetCenter, incluindo apresentações do Boston Pops, do Disney on Ice, dos patinadores olímpicos Nancy Kerrigan e Paul Wylie, James Taylor, Patti LaBelle e US3.
O Boston Bruins jogou sua primeira partida na nova arena em 7 de outubro, um empate de 4-4 com o New York Islanders. O Boston Celtics perdeu seu primeiro jogo no FleetCenter por 101-100 para o Milwaukee Bucks em 3 de novembro.

### Nomeação
Durante a fase de construção, os direitos do nome do "New Garden" foram vendidos para o Shawmut Bank of Boston e a arena foi originalmente programada para abrir como Shawmut Center. No entanto, assim que a arena estava sendo concluída, Shawmut se fundiu com o Fleet Financial Group, forçando todos os assentos na arena, que haviam sido carimbados com o logotipo Shawmut, a serem substituídos. O esquema de cores do interior também teve que ser ajustado do azul e branco de Shawmut para o verde e dourado de Fleet.

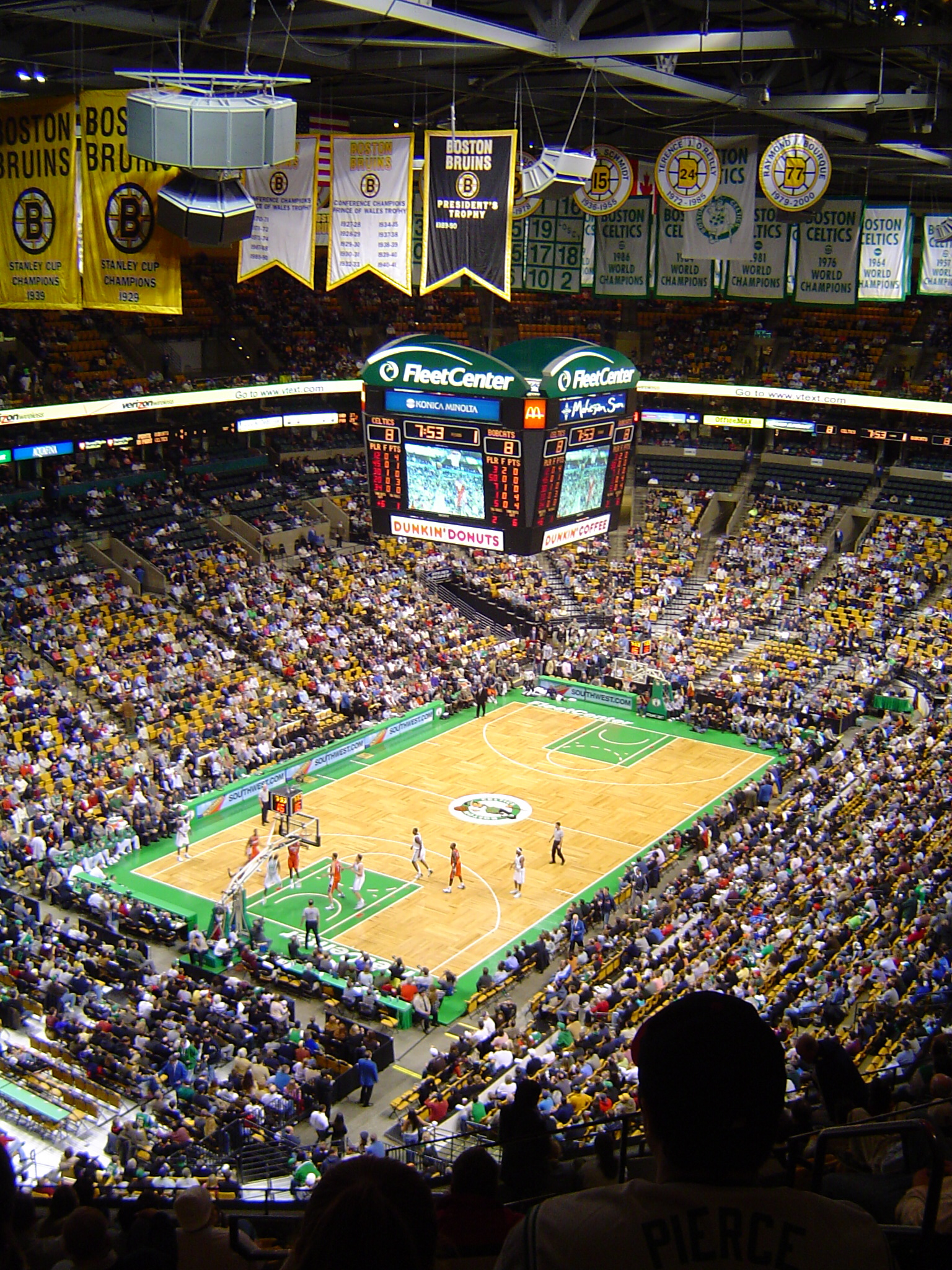
Jogo dos Celtics contra o Charlotte Bobcats no então FleetCenter em novembro de 2004

Esperava-se que o nome da arena mudasse como resultado da fusão de 1º de abril de 2004 do FleetBoston Financial com o Bank of America. Em 5 de janeiro de 2005, Delaware North anunciou um acordo sob o qual o banco fez um pagamento a ser liberado dos seis anos restantes do acordo de naming rights. O acordo deixou a Delaware North livre para vender os direitos de nomenclatura a outro patrocinador. Em 3 de março de 2005, TD Banknorth, com sede em Maine, uma subsidiária americana do Toronto-Dominion Bank, anunciou a compra dos direitos de nomenclatura por $ 6 milhões por ano. O primeiro grande evento a ser realizado após o anúncio foi o Torneio de Hóquei no Gelo Masculino do Hockey East de 2005. Em 1º de julho de 2005, a instalação foi oficialmente renomeada como TD Banknorth Garden em homenagem ao Boston Garden original.
No início de 2005, enquanto ainda procurava um patrocinador corporativo de longo prazo, o FleetCenter conduziu leilões no eBay para vender direitos de nomenclatura de um dia. De 10 de fevereiro a 13 de março, o FleetCenter vendeu os naming rights 30 vezes diferentes. A receita líquida de $ 150.633,22 gerada durante o leilão foi doada a instituições de caridade na área metropolitana de Boston. O FleetCenter também fez acordos privados com algumas empresas para direitos de nomenclatura de um dia e ofereceu direitos de um dia em um sorteio de funcionários.

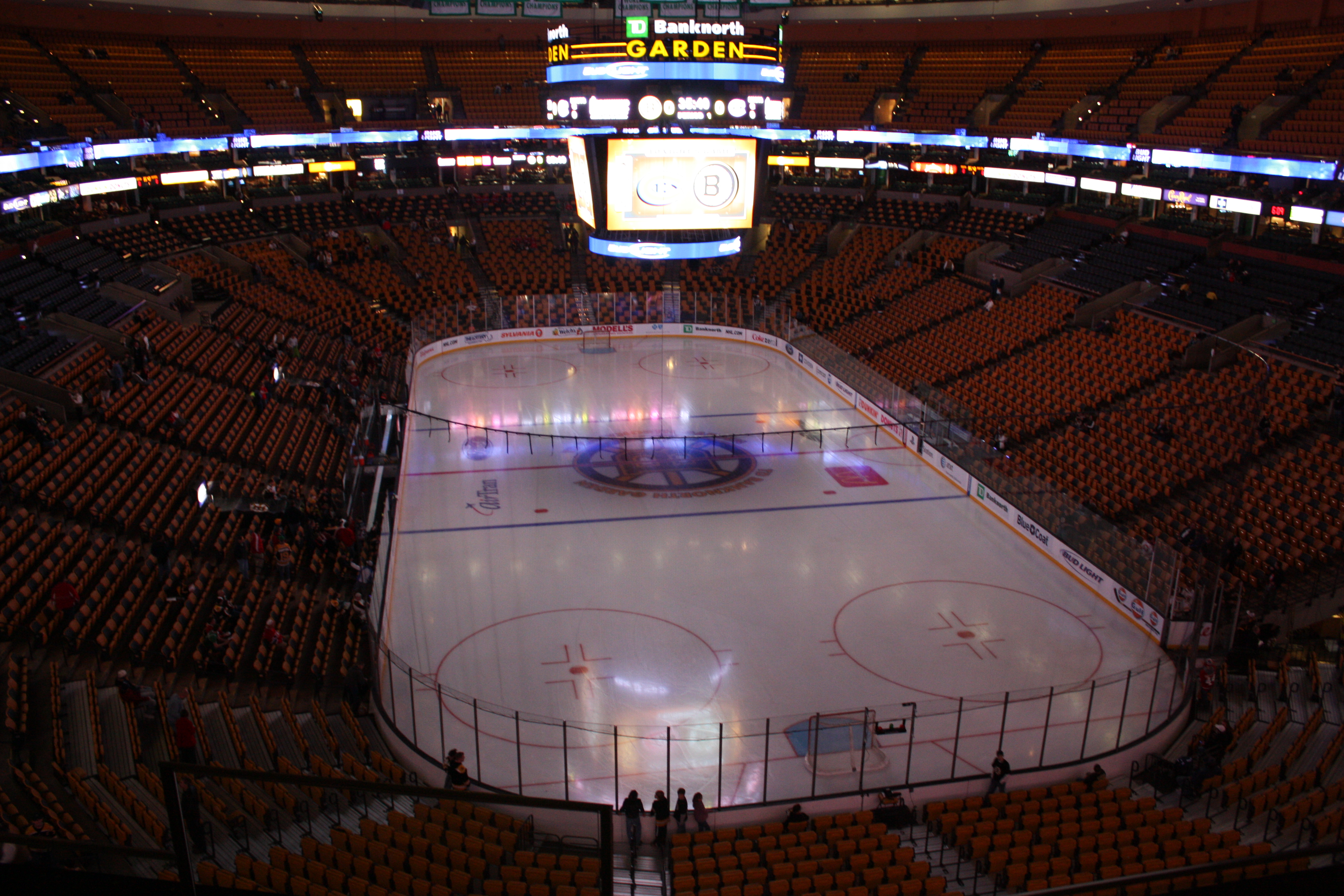
A quadra de hóquei do Boston Bruins antes de um jogo contra o Montreal Canadiens em 2008

Durante o leilão de nomes, apenas duas vezes os nomes foram rejeitados. Kerry Konrad, advogado da cidade de Nova York e torcedor dos Yankees, ganhou os direitos do nome em 1º de março com um lance de US $ 2.300. Ele propôs o nome "Derek Jeter Center" em homenagem ao jogador do New York Yankees, uma brincadeira contra o fã do Boston Red Sox, Jerry Rappaport Jr., com quem ele tinha uma rivalidade de 25 anos. Com a arena localizada na cidade natal dos Red Sox, o nome não agradou aos executivos e foi rejeitado. Um acordo foi alcançado no qual Rappaport adicionou $ 6.300 para um lance total de $ 8.600, representando os 86 anos da Maldição do Bambino, e chamou a arena de "Novo Jardim de Boston, Casa dos Campeões Jimmy Fund". O fundador da Fark.com, Drew Curtis, realizou um concurso em seu site para nomear a arena depois de comprar os direitos de um dia. Um voto do usuário resultou no nome de "Fark.com UFIA Center", mas o nome foi rejeitado devido ao seu significado impróprio. O nome escolhido por Curtis e companhia foi "Boston Garden".
- Incluindo o nome atual, o TD Garden teve 33 nomes diferentes.
- Os jogadores dos Celtics o apelidaram de "The Jungle" durante a partida do time nos playoff de 2002.

Em abril de 2008, o TD Banknorth tornou-se o TD Bank, após uma fusão com o Commerce Bancorp, um banco com sede em Nova Jersey. A proprietária Delaware North Companies anunciou em 15 de abril de 2009 que o prédio seria renomeado para TD Garden em julho de 2009.

### Reformas

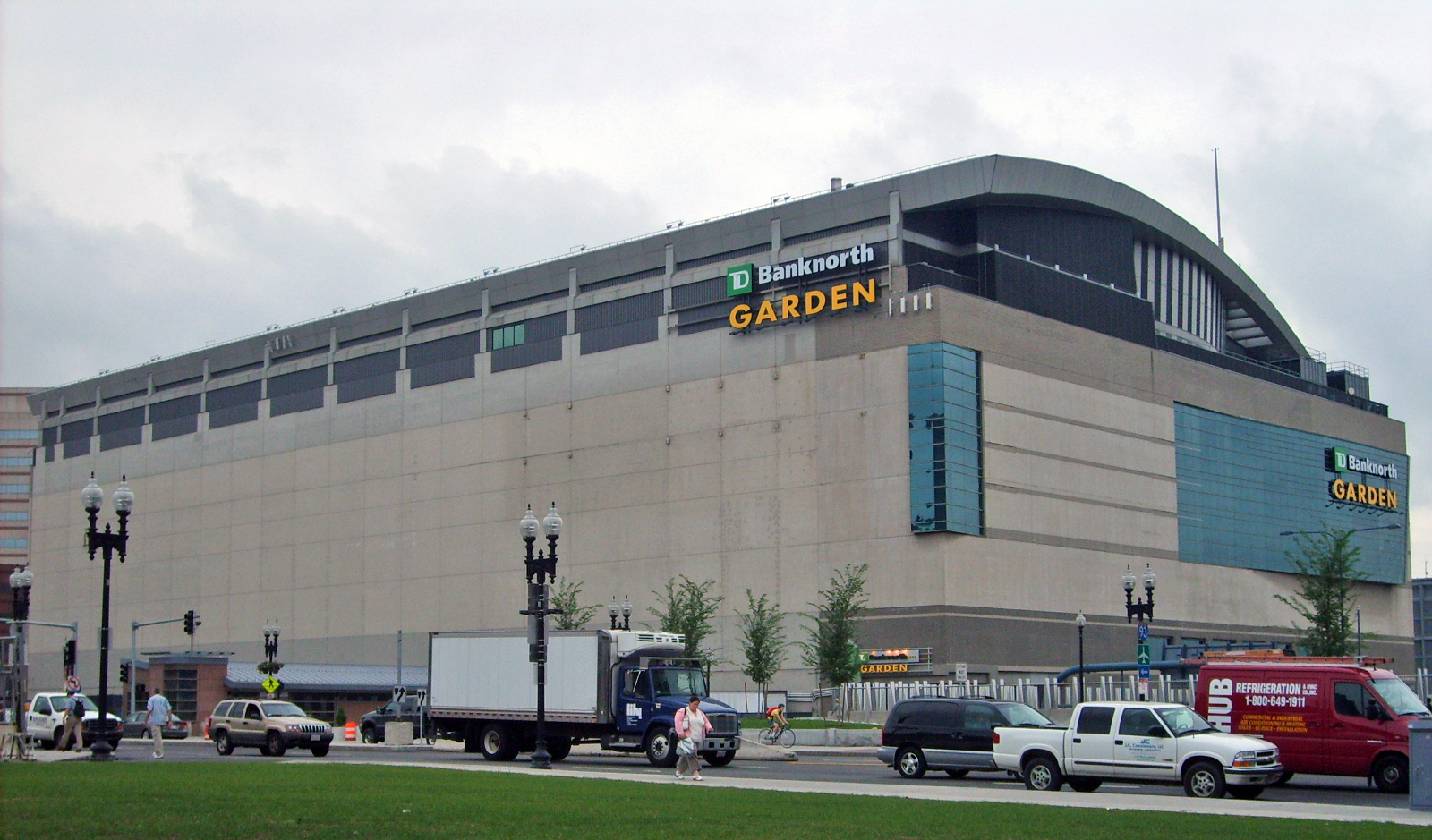
Uma foto do TD Banknorth Garden tirado da nova Rose Kennedy Greenway em junho de 2007

Antes da temporada de 2006–07, o TD Garden passou por uma grande reforma, instalando uma nova placa de entretenimento HD. Para o basquete, painéis de publicidade em vídeo (instalados pela NCAA para o Final Four Feminino de 2006) substituíram os painéis tradicionais e adicionaram um relógio transparente, juntando-se ao FedExForum, Wells Fargo Center, State Farm Arena, Talking Stick Resort Arena, United Center, Rocket Mortgage FieldHouse e o Spectrum (isso foi feito antes da regra da NBA em 2011). Além disso, uma sirene vintage, assim como o Boston Garden original tinha, foi adicionada para substituir a buzina de fim de período apenas para hóquei, uma característica do Montreal Canadiens, o arquirrival dos Bruins, no Center Bell. Em 2009, um sistema de iluminação LED com eficiência energética foi adicionado ao exterior do edifício. O Boston Globe anunciou uma atualização do projeto de $ 70 milhões para os saguões do TD Garden e o restaurante Legends Club, junto com atualizações de tecnologia e a mudança de uma loja de varejo. A construção ocorreu em duas fases, verão de 2014 e, em seguida, verão de 2015.
Em 25 de janeiro de 2013, durante um jogo entre Celtics e Knicks no Garden, o locutor de televisão, Marv Albert, acusou a equipe de produção do TD Garden por ser uma daquelas arenas que usa "constantemente" efeitos sonoros falsos para intensificar as reações do público em jogos transmitidos pela televisão nacional; no entanto, o Twitter oficial do Boston Celtics afirmou que os Celtics nunca usaram ruído artificial.
Pouco antes da pré-temporada da NHL de 2018-19 começar para os Bruins no TD Garden, uma séria atualização na iluminação interna superior foi concluída: como nas arenas de hóquei da NHL do Colorado Avalanche, Dallas Stars, San Jose Sharks e do Tampa Bay Lightning, a nova tecnologia de iluminação suspensa baseada em LED agora iluminam brilhantemente os jogos domésticos dos Bruins e dos Celtics no TD Garden.

## Uso
Entre os eventos não esportivos hospedados pelo Garden estão concertos, shows, formaturas, seminários, Disney on Ice, circo e exercícios de formatura da Universidade do Nordeste.

### Esportes

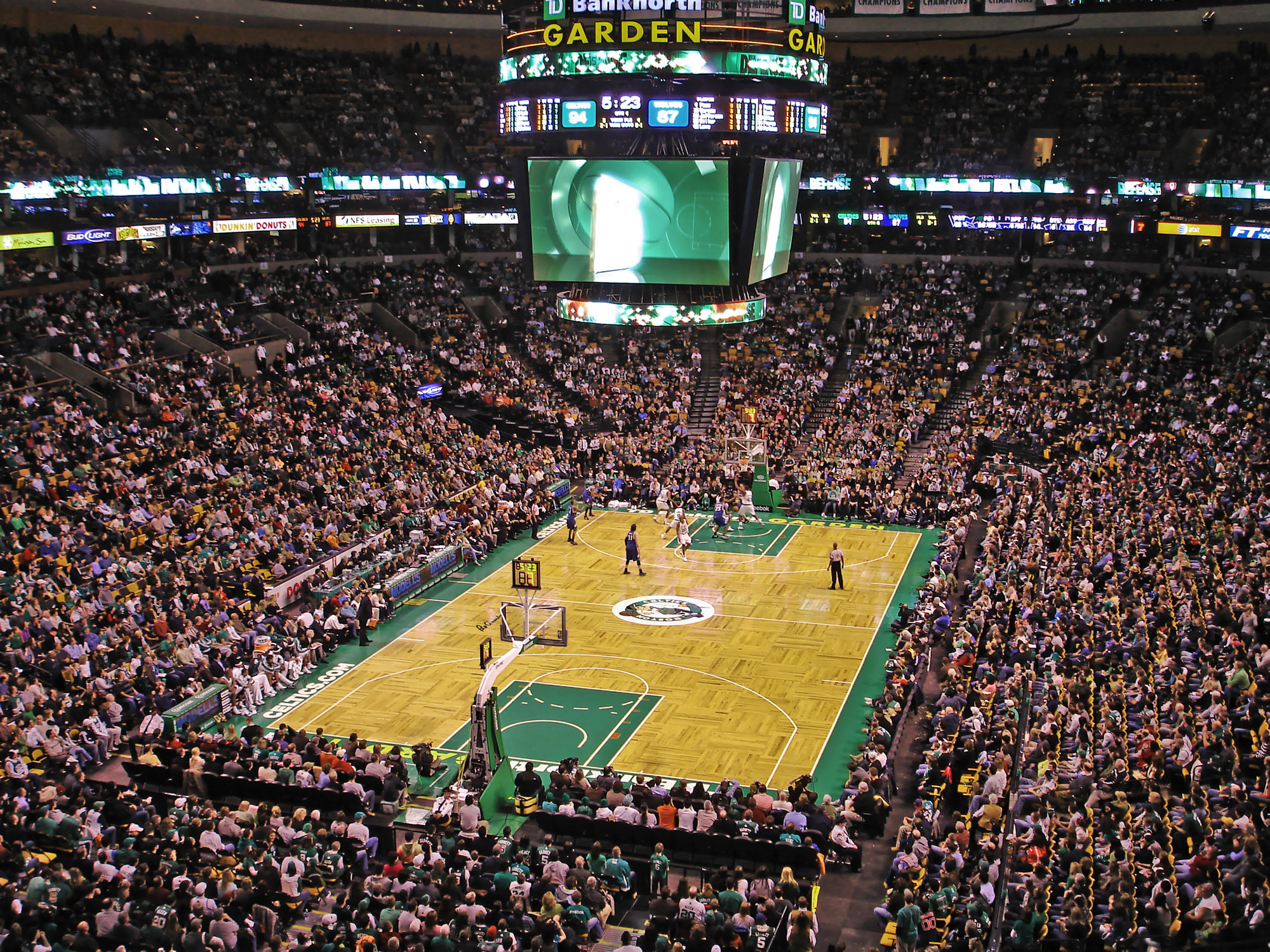
Celtics em um jogo contra o Minnesota Timberwolves no então TD Banknorth Garden em 2009

A arena é principalmente a casa do Boston Celtics da NBA e do Boston Bruins da NHL. Ele sediou o All-Star Game da NHL de 1996, as finais da NBA de 2008 e 2010 e as finais da Stanley Cup de 2011, 2013 e 2019. Embora dominassem sua arena anterior, Boston Garden, os Celtics e os Bruins foram inicialmente muito menos bem-sucedidos em sua nova casa, já que ambos os times perderam os playoffs inúmeras vezes e não conseguiram chegar às finais da conferência da liga até 2008. Naquele ano, os Celtics derrotou seu arqui-rival Los Angeles Lakers em seis jogos, conquistando o título da NBA de 2008 no Garden. Os Bruins superaram o Vancouver Canucks em sete jogos para conquistar a Stanley Cup de 2011, vencendo todos os jogos no Garden com resultados desequilibrados (8-1, 4-0 e 5-2) e, em seguida, vencendo o título na Rogers Arena. Nos playoffs da Stanley Cup de 2013, os Bruins superaram um déficit de 4-1 no Jogo 7 contra o Toronto Maple Leafs para vencer por 5-4 na prorrogação, a caminho de chegar às finais; o Chicago Blackhawks ganhou a Stanley Cup no Garden no Jogo 6. Os Bruins não conseguiram vencer a Stanley Cup em 2019, hospedando o evento, mas perdendo o Jogo 7 para o St. Louis Blues por 4-1.
De 28 de março a 3 de abril de 2016, o TD Garden sediou o Campeonato Mundial de Patinação Artística de 2016.
Eddie Palladino é o atual locutor dos jogos dos Celtics, enquanto Jim Martin é o ex-locutor dos jogos dos Bruins (atualmente em transição). Ron Poster é o organista da arena.
Como o antigo Boston Garden teve de 1954 a 1995, o TD Garden é a casa do torneio anual de hóquei universitário Beanpot entre o Boston University, Boston College, Universidade de Harvard e a Northeastern University. A instalação sediou o Campeonato Americano de Patinação Artística em 2001, as Provas de Ginástica dos Estados Unidos de 1996 e 2000 e o NCAA Men's Frozen Four de 1998, 2004 e 2015.
Os campeonatos e torneios do ensino médio da Associação Atlética Interescolar de Massachusetts são realizados anualmente no TD Garden. Os eventos incluem campeonatos de hóquei no gelo e basquete. O Super Eight é um dos eventos populares que fãs e alunos participam.

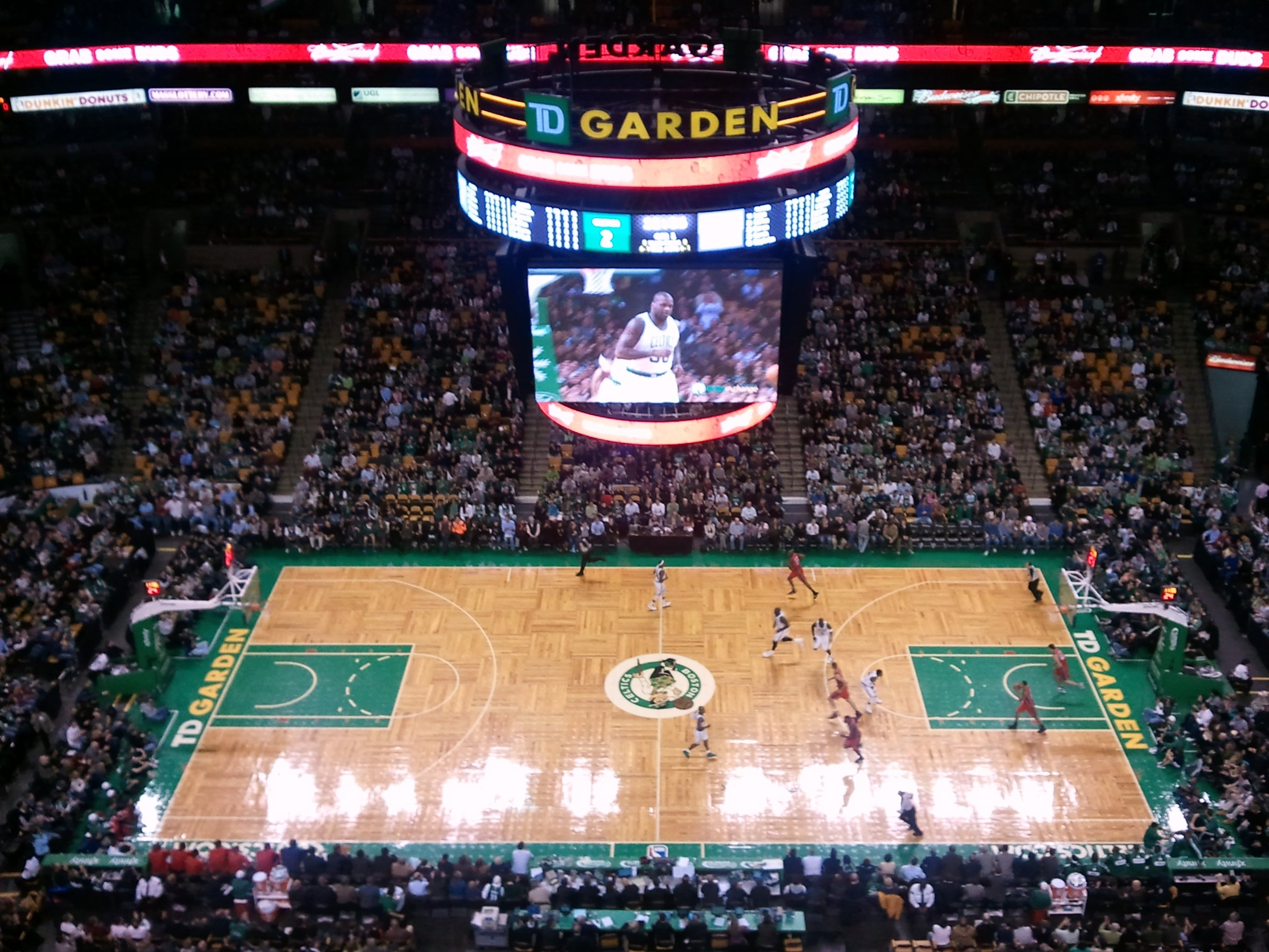
O piso dos Celtics no TD Garden em 2010.

O TD Garden é uma das duas arenas da NBA (junto com o Amway Center, casa do Orlando Magic) com piso de madeira. Os Celtics são mais conhecidos pela tradição do piso de madeira de seus anos no Boston Garden, originalmente construído após a Segunda Guerra Mundial por causa do custo e da escassez de madeira na época. Os Celtics também é o único time da NBA a usar piso de carvalho, enquanto as outras 29 equipes usam piso de bordo. No entanto, um piso tradicional foi usado na Final Four das Mulheres da NCAA de 2006, na Regional Leste dos Homens da NCAA de 2009 e na Regional Leste dos Homens da NCAA de 2018 (as regras da NCAA exigem que um piso especial seja usado em todos os jogos do torneio). Quando o Regional Leste dos Homens da NCAA de 2012 foi realizado no TD Garden, um piso de madeira de bordo foi usado com o mesmo design específico do NCAA.
Em 2021, o TD Garden sediará a Copa Laver de 2021 em setembro. A Laver Cup é um torneio de tênis masculino entre times da Europa e do resto do mundo. Será realizada de 24 a 26 de setembro.

### Boxe
Ricky Hatton começou seu 'sonho americano' aqui em 13 de maio de 2006, ele se tornou meio-médio para lutar contra o campeão mundial da WBA, Luis Collazo. Depois de derrubar Collazo após segundos no primeiro round, Hatton teve que trabalhar duro para ganhar uma vitória por ponto unânime.

### Ginástica
Em 13 de novembro de 2016, a arena sediou o Kellogg's Tour of Gymnastics Champions.

### Artes marciais mistas
Em agosto de 2010, o TD Garden sediou o UFC 118, sendo a primeira vez que o UFC realizou um evento em Boston. O presidente do UFC, Dana White, confirmou que o UFC retornaria ao Garden em 17 de agosto de 2013. O TD Garden sediou o UFC na Fox Sports 1: 1, o lançamento do novo canal a cabo Fox Sports 1, em 17 de agosto de 2013. O UFC voltou em 18 de janeiro de 2015 para UFC Fight Night: McGregor vs. Siver, e novamente em 17 de janeiro de 2016 para UFC Fight Night: Dillashaw vs. Cruz. Em 20 de janeiro de 2018, o TD Garden sediou o UFC 220.

### Concertos
Desde sua inauguração em 1995, mais de 30 milhões de pessoas vieram ao TD Garden para ver os locatários famosos da arena, o Boston Bruins da NHL e o Boston Celtics da NBA, bem como shows de renome mundial, eventos esportivos, luta livre, shows no gelo e muito mais. Com cerca de 200 eventos públicos anuais, o TD Garden recebe mais de 3,5 milhões de pessoas todos os anos.

### Fillmes
O TD Garden foi visto / mencionado em filmes como Atração Perigosa (2010), Encontro Explosivo (2010), O Zelador Animal (2011), What's Your Number? (2011) e Ted (2012).

### Outros eventos

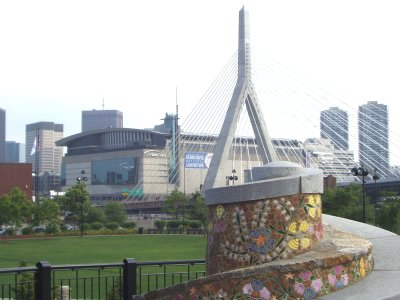
O FleetCenter (na época da foto) hospedando a Convenção Nacional Democrata de 2004

Comediantes como Tim Allen, Denis Leary, Chris Rock e Louis C.K., entre muitos outros, já se apresentaram no TD Garden durante suas turnês nacionais. Dane Cook fez dois shows esgotados.
Os eventos de wrestling profissional da WWE são realizados na arena.
De 26 a 29 de julho de 2004, o TD Garden (então FleetCenter) foi o anfitrião da Convenção Nacional Democrata de 2004, na qual o então Senador de Massachusetts, John Kerry, foi indicado como candidato democrata para as Eleições Presidenciais de 2004. A convenção também foi famosa pelo discurso do então senador e futuro presidente, Barack Obama, que deu início às especulações de sua candidatura à presidência nas eleições presidenciais de 2008.

## The Hub on Causeway

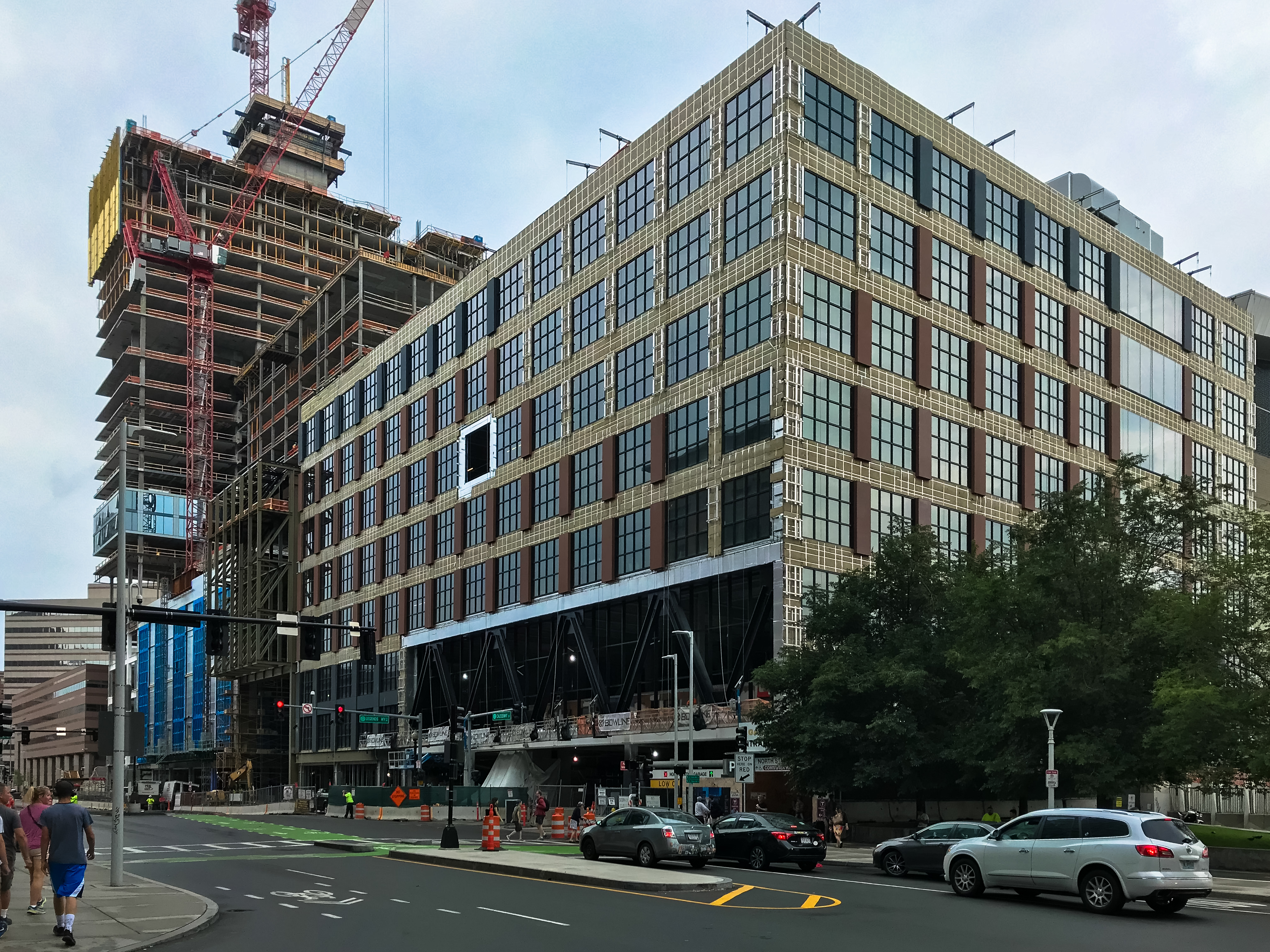
Construção de Hub on Causeway em andamento em agosto de 2018.

Em maio de 2013, Delaware North Companies e Boston Properties propuseram planos para construir uma estrutura de três torres multifuncionais no antigo local do Boston Garden original. O complexo abrangeria 1,87 milhões de pés quadrados (174.000 m²), dos quais 300.000 pés quadrados (28.000 m²) seriam alocados para espaço de varejo e 600.000 pés quadrados (56.000 m²) para escritórios comerciais. Também incluirá 500 unidades residenciais, um hotel de 200 quartos (CitizenM Boston North Station) e um estacionamento subterrâneo com 800 vagas. A construção teve início no final de 2015.
A obra está sendo concluída em três etapas. A primeira fase é o pódio que inclui compras, entretenimento, restaurantes, novo acesso à Linha Verde e Linha Laranja da Estação Norte da MBTA e uma nova entrada para o Garden e a Estação Norte. A segunda fase inclui dois edifícios construídos no topo do lado oeste do prédio. Um edifício será de apartamentos e o outro de hotel. A terceira fase é um prédio de escritórios que ficará no topo do lado leste do prédio.

## Polêmicas
Na primavera de 2017, um grupo de adolescentes locais do grupo Hyde Square Task Force investigou os termos do acordo de desenvolvimento original do TD Garden e concluiu que seus proprietários nunca haviam cumprido a exigência legal de hospedar três campanhas de arrecadação de fundos por ano para beneficiar a agência que supervisiona as instalações recreativas de Boston. Em meados de agosto de 2017, o governador de Massachusetts na época da construção original do TD Garden, Bill Weld, lembrou Jeremy Jacobs sobre o acordo que ele havia feito com o governo do estado em 1993 a respeito do acordo. Como resultado, em agosto de 2017, o TD Garden concordou em pagar ao Departamento de Conservação e Recreação de Massachusetts quase US $ 2 milhões.

## Características

### Estátua

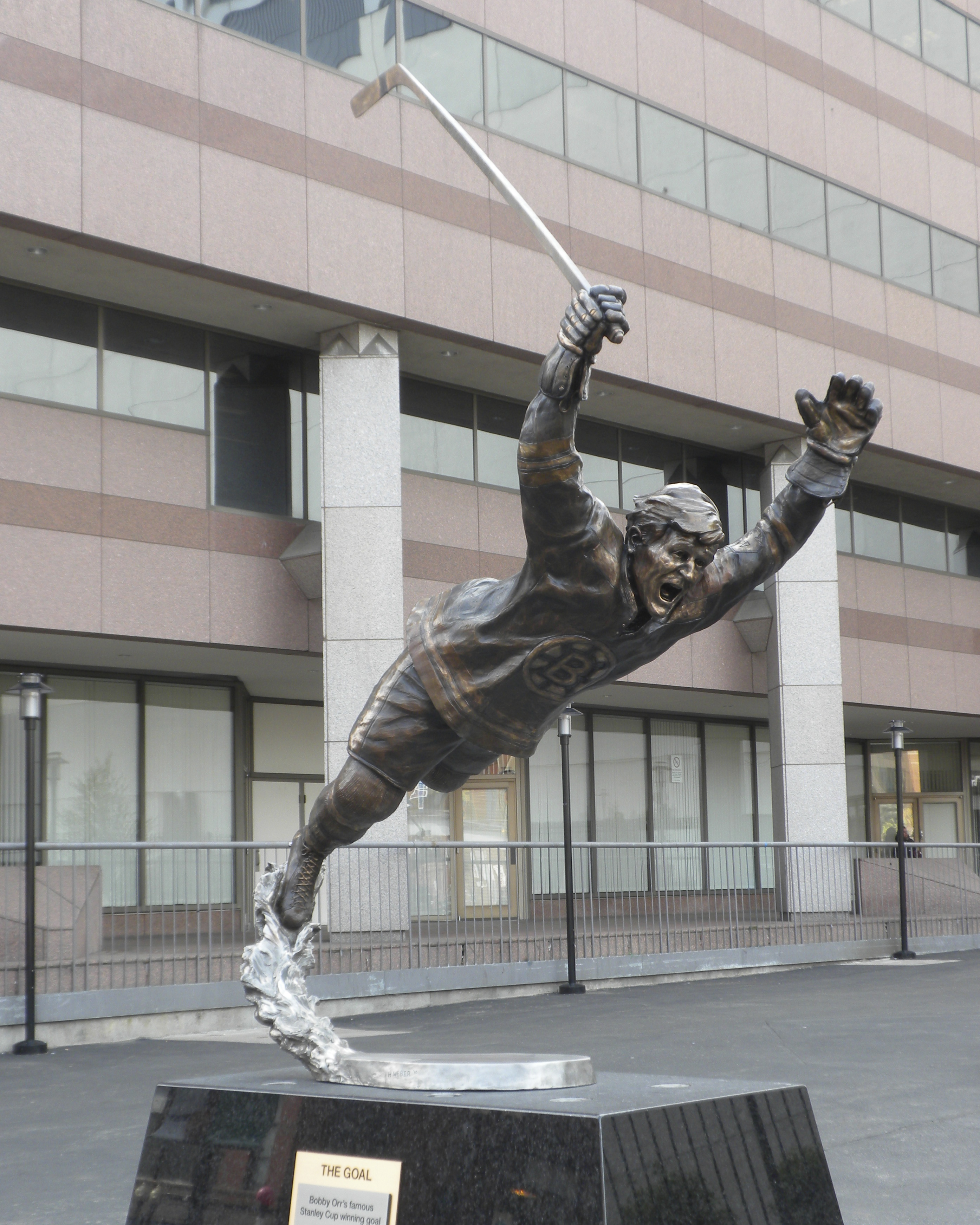
Estátua de Bobby Orr

Em maio de 2010, uma estátua de bronze do defensor dos Bruins, Bobby Orr, em uma pose de voo comemorando "O Gol", foi inaugurada fora do estádio.

### Museu
O Museu do Esporte (também conhecido como "Museu do Esporte da Nova Inglaterra") está localizado no TD Garden. As exposições do museu enfocam a história de vários esportes na área de Boston, incluindo o Boston Bruins, o Boston Celtics, o New England Patriots, o Boston Red Sox e muitos mais.

## Instalações
Assim como o Boston Garden, o TD Garden foi construído em cima da Estação Norte de Boston, um importante centro de transporte. A área de espera do Commuter Rail fica lotada durante os eventos devido a este projeto: os fãs compartilhavam uma área relativamente pequena com os passageiros e várias concessões de fast food (Há um saguão no segundo andar que tem quase o mesmo tamanho que o antigo saguão do andar térreo principal, mas é utilizado apenas como uma entrada para a arena). As obras foram concluídas no saguão expandido da Estação Norte no início de 2007. Um novo e maior saguão ferroviário dá aos passageiros uma área de espera que não interfere com os clientes que entram ou saem do Garden.
As conexões com a Linha Laranja e a Linha Verde ficam próximas à entrada leste do ginásio. A Linha Verde funcionava na Causeway Street Elevated em frente ao prédio até que um túnel sob ela foi inaugurado em junho de 2004. O então desativado Elevated foi usado como plataforma para as forças de segurança durante a Convenção Nacional Democrata de 2004 e demolido um pouco depois.

## Prêmios e reconhecimentos
A arena foi reconhecida por várias publicações do setor como uma das principais do país. A publicação da indústria de Arena Venues Today classificou o TD Garden como a arena número 3 no país em 2006. Além disso, o TD Garden foi reconhecido com os seguintes prêmios e realizações recentes:
- Finalista do Prêmio de Realização do Fórum Nacional de Esportes em 2007
- Garden ganhou o Prêmio EPA em 2008
- Nomeado para o prêmio de Instalações Esportivas do Ano pelo Sports Business Journal em 2009[31]

## Galeria
- Na configuração para basquetebol
- Na configuração para hóquei no gelo